# Chamarande
Chamarande é uma comuna francesa situada a quarenta quilômetros a sudoeste de Paris, no departamento de Essonne na região da Ilha de França.
Seus habitantes são chamados de Chamarandais.

## Geografia

### Transportes e comunicações

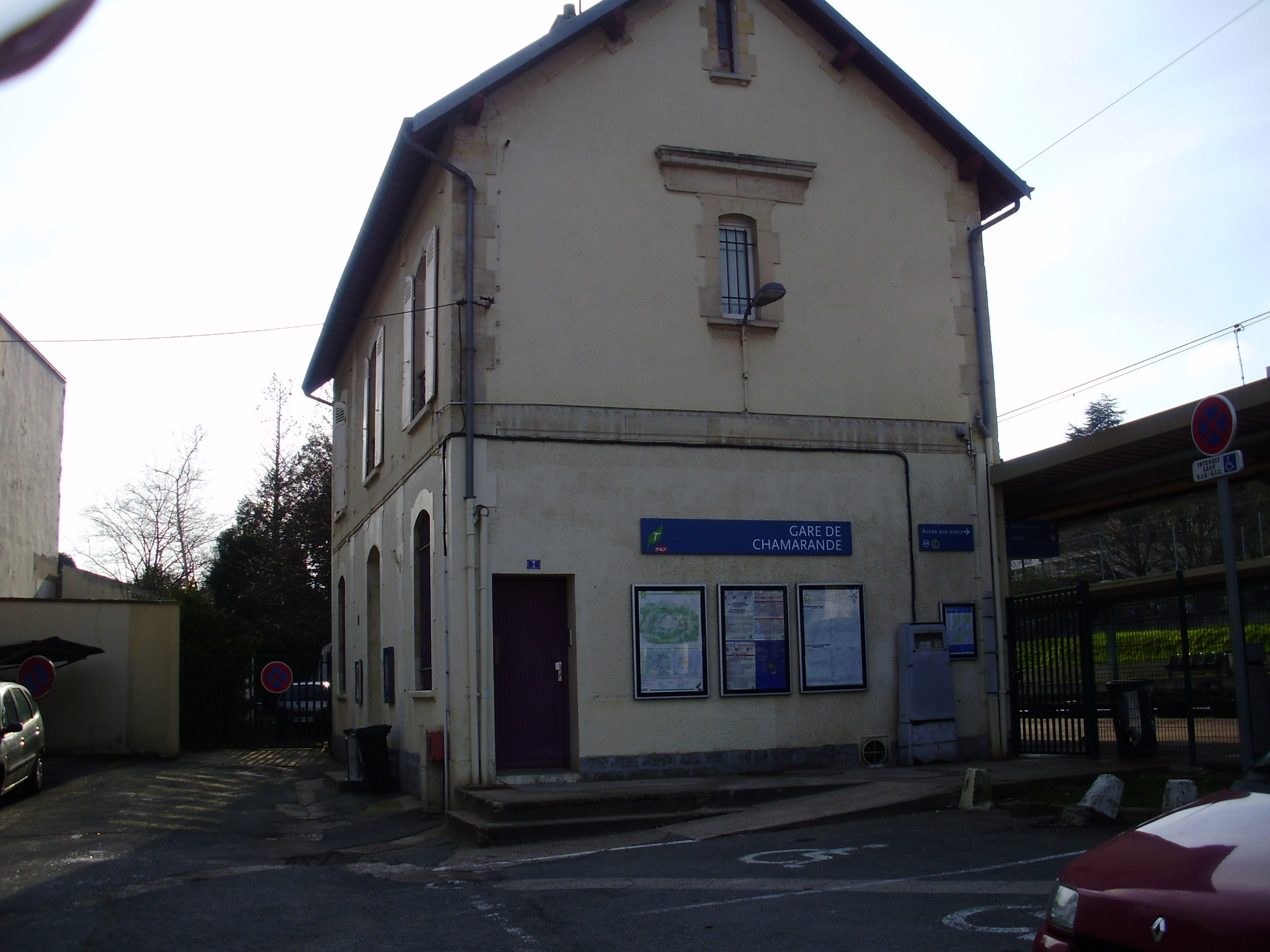
A Estação de Chamarande.

A comuna tem em seu território a Estação de Chamarande servida pela linha C do RER.
Chamarande é também servida pela Route nationale 20 em direção a Paris.

## Toponímia
Butnae no século XI, Bona no século XIII, Bonnes, Bounes, Bones depois Chamaranté em virtude das letras-patentes de 5 de abril de 1686.
Chamarande é um nome bem céltico, é considerado composto de dois elementos gauleses : "cama" (caminho) e randa (limite) de que não teve outra descendência que toponímica, ele não foi transmitido no vocabulário comum, portanto, é um nome muito antigo.
Curiosamente, mas é pura coincidência, o nome de Bonne tem um significado mais ou menos próximo, porque bonne é uma forma medieval da palavra "borne", "limite", que, ele também, é de origem celta, mas sobreviveu até os nossos dias na linguagem corrente.
O lugar foi chamado por um tempo Bennes
Durante a Revolução Francesa, ela foi chamada Bonne-Commune (Boa Comuna), seu nome atual foi atribuído quando ela foi criada em 1793.

## História
Chamarande deve o seu nome à sua situação na fronteira, entre as três principais tribos gaulesas : o território dos Senones a leste, aproximadamente constituído pelo vale do Essonne, o território dos Carnutes a oeste e ao sul, e o território dos Parisii ao norte. 
Chamarande conservará esta situação na fronteira entre os três bispados de Sens, de Chartres e de Paris.
A vila foi chamada de Bonnes. Em 1685, a família de Ornaison, originária de uma aldeia do Forez, Chalmazel, obteve do rei a autorização para chamar a vila Chamarande.
A vila sempre tem vivido em grande simbiose com o castelo. O duque de Persigny, o ministro do Interior de Napoleão III, contribuiu financeiramente para a construção da estação da Paris-Orléans, hoje, estação do RER C.

## Geminação
Chamarande desenvolveu associações de geminação com :
- Lentiai (Itália), em italiano Lentiai, localizada a 789 km[10].

## Cultura e patrimônio

### Patrimônio ambiental
O domínio departamental de Chamarande é rotulado como "Jardim notável". As margens do Juine, a mata do parque do castelo e aqueles que cercam o vale, foram identificadas como espaços naturais sensíveis, pelo conselho geral de Essonne.

### Patrimônio arquitetônico

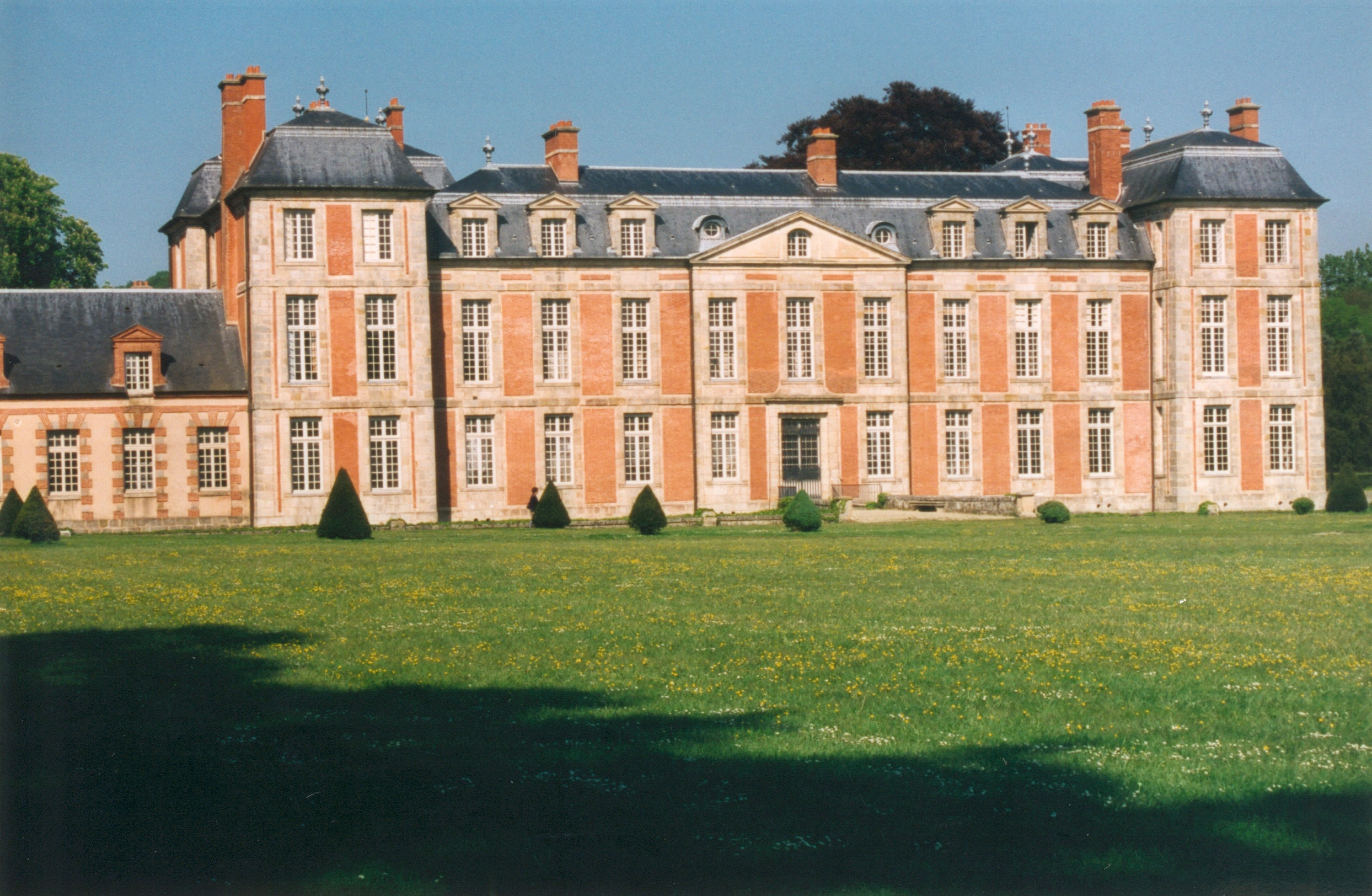
O Castelo de Chamarande, visto da frente.

- O campanário da igreja Saint-Quentin, dos séculos XII e XIII tem sido inscrito nos monumentos históricos em 6 de março de 1926[13].
- O Castelo de Chamarande do século XVII foi inscrito nos monumentos históricos em 23 de fevereiro de 1955 e depois classificado em 23 de julho de 1981[14]. Seu parque tem se parcialmente beneficiado dos mesmos reconhecimentos nas mesmas datas[15].

### Personalidades ligadas à comuna
- Antoine Duchesne de Gillevoisin (1758-1840), estadista, viveu aí.
- Jacques-Polycarpe Morgan (1759-1843), general dos exércitos da República e do Império, nascido em Amiens e morto na cidade.
- o duque Victor de Persigny, proprietário do castelo.